# Molí d'Escuer
El Molí d'Escuer és una obra de Rosselló (Segrià) inclosa a l'Inventari del Patrimoni Arquitectònic de Catalunya.

## Descripció
Es tracta d'un molí en molt mal estat de conservació. Les restes de la construcció on es trobava la maquinària són pràcticament inexistents. El que sí que es conserva és el canal i l'entrada d'aigua.
La vegetació és abundant, el que dificulta la conservació i accelera el procés de deterioració.